# Georgios Roumbanis

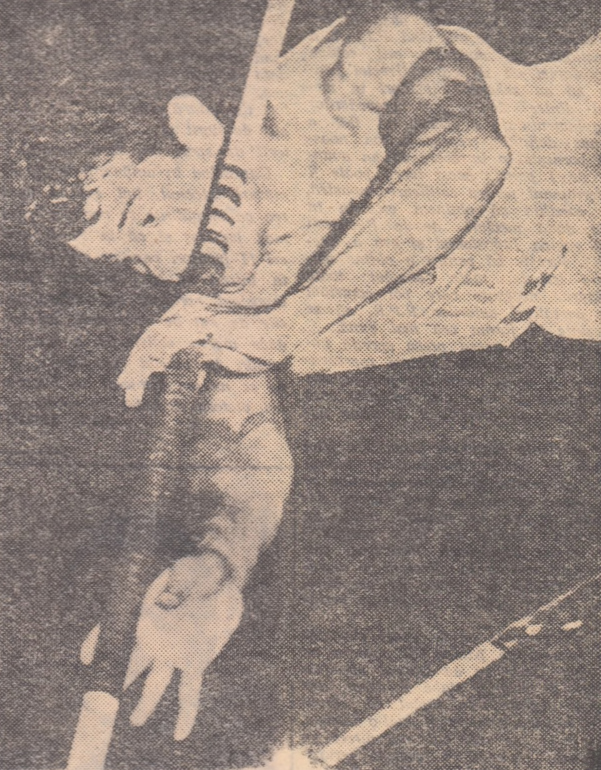
Georgios Roumbanis (1957)

Georgios Roumbanis (griechisch Γεώργιος Ρουμπάνης, auch Georgios Roubanis; * 15. August 1929 in Tripoli; † 11. Februar 2025) war ein griechischer Stabhochspringer und Bronzemedaillengewinner bei den Olympischen Sommerspielen 1956 von Melbourne.

## Leben
Georgios Roumbanis, Sohn des Turners Savvas Roubanis und Bruder des Speerwerfers und Basketballers Aristides Roubanis, stammte aus Stemnitsa, Arkadien, und wurde in Tripoli geboren. Er trat zunächst dem Panathinaikos Athlitikos Omilos bei und wechselte dann zum Panellinios Athen. Er war zunächst als Boxer, Basketballer, Fußballer, Diskuswerfer und 110-m-Hürdenläufer engagiert, bevor er sich mit dem Stabhochsprung beschäftigte.
Einige Monate später schlug er bei den Schülerspielen den Jugendmeister Karolos Papoulia von der EAM im Stabhochsprung und verbesserte seine Bestleistung. Als Athlet von Panathinaikos belegte er bei den Europameisterschaften 1954 in Bern mit einem Sprung von 4,30 den 6. Platz. Er konnte sich ein Stipendium sichern bei dem US-amerikanischen Trainer Payton Jordan in Kalifornien.
Er war Fahnenträger Griechenlands bei der Eröffnungsfeier bei den Olympischen Sommerspielen 1956 von Melbourne, wo er die Bronzemedaille mit einer Höhe von 4,50 m (damals griechischer Rekord) gewann. Erst nach der Bronzemedaille nach einem Wettkampf mit den Amerikanern Bob Richards, Bob Gutowski und George Matos bei den Olympischen Spielen 1956 war er weltweit als Stabhochspringer gefragt und endlich kam es zu einer Verbesserung des Uralt-Weltrekords von Cornelius Warmerdam aus dem Jahre 1942. 1956 wurde er zum Sportler des Jahres ausgezeichnet. Im Juli 1958 gewann George Roubanis die Internationalen Spiele in München mit 4,60 im Stabhochsprung und brach zum dritten Mal den Europarekord mit 4,60 m.
Er wurde dreimal Panhellenischer Meister (1954, 1955, 1958), viermal Balkanmeister (1954, 1957, 1958, 1959) und wurde 1955 Vizemeister bei den Mittelmeerspielen. Neben dem Gewinn der Bronzemedaille 1956 war Roumbanis bei zwei weiteren Olympischen Spielen im Stabhochsprung am Start. 1952 in Helsinki schaffte er in der Qualifikation die Anfangshöhe nicht, 1960 in Rom, reichten die in der Qualifikation übersprungenen 4,20 nicht für den Endkampf.
1961 zog er sich aus dem Sport zurück und engagierte sich in der US-Filmindustrie. Er arbeitete fünf Jahre lang in den USA als Kommunikations- und Unternehmensberater und gründete eine Werbeagentur. Er kehrte später nach Griechenland zurück und gründete eine Filmverleihfirma.
Als erster Springer setzte Roumbanis bei einem Großereignis einen Glasfiberstab ein. Als Student der Wirtschaftswissenschaften an der University of California, Los Angeles in den Vereinigten Staaten experimentierte er mit dieser neuen Art von Stäben und benutzte einen Stab aus diesem Material bei seinem Erfolg 1956 in Melbourne. Dies fand allerdings keine Beachtung damals, auch bei Fachleuten nicht, und so verschwand die revolutionäre Technik erst einmal wieder in der Versenkung.
Zusammen mit Dimitris Thanopoulos gründete er 1985 den Verband der griechischen Olympioniken. Er war Vizepräsident des griechischen Tennisverbandes EFOA und in vielen weiteren Positionen, während er Mitglied des Organisationskomitees der Paralympischen Spiele Athen 2004 und des Sondierungskomitees Athen 2004 war. Mit 84 Jahren trug er als Fackelträger die Fackel der Olympischen Winterspiele in Sotschi. Er war sogar der älteste noch lebende griechische Olympiamedaillengewinner.
In den USA lernte er seine Frau Nancy Gould kennen, mit der er drei Kinder hatte. Georgios Roumbanis verstarb am 11. Februar 2025 im Alter von 95 Jahren.